# تزوس
تزوس (انگلیسی: Tezos) یک نرم‌افزار متن‌باز زنجیره بلوکی است که می‌تواند تراکنش‌های همتا به همتا را اجرا کند و به عنوان یک پلتفرم برای استقرار قراردادهای هوشمند عمل کند. به عبارتی دیگر تزوس یک بلاک چین همانند بیت کوین و آتریوم است که ارز دیجیتال آن XTZ است و از از الگوریتم اجماع اثبات سهام استفاده می‌کند.
تزوس با دارا بودن ویژگی خود اصلاحی (Self-Amendment) بدون نیاز به فورک یا جدا شدن زنجیره‌ها به دو زنجیره بلوکی متفاوت، قادر است بروزرسانی‌های خود را اعمال کند.

## تاریخچه
ایده تزوس توسط آرتور بریتمن و همسرش کتلین بریتمن در سال ۲۰۱۴ شلک گرفت. تزوس در ژوئیه ۲۰۱۷ و طی اولین عرضه رسمی توتمست ۲۳۲ میلیون دلار سرمایه جذب کند. پس از آن و بریتمن بنیاد تزوس (Tezos Foundation) را در زوگ سوئیس تأسیس کرد.